# نادي غراسهوبر زيوريخ
نادي غراسهوبر زيوريخ (بالإنجليزية: Grasshopper Club Zürich)‏ يشار إليه ببساطة غراسهوبرز هو نادي كرة قدم سويسري يلعب في دوري السوبر. تم تأسيس النادي في سنة 1886.

## تشكيلة الفريق

### التشكيلة الحالية
آخر تحديث في 28 يوليو 2016.

ملاحظة: تشير الأعلام إلى المنتخب الوطني على النحو المحدد في قواعد الأهلية للفيفا. قد يحمل اللاعبون أكثر من جنسية واحدة غير تابعة للفيفا.
| الرقم | البلد           | المركز | اللاعب                |
| ----- | --------------- | ------ | --------------------- |
| 1     | صربيا           | حارس   | فازو فاسيتش           |
| 3     | صربيا           | مدافع  | نيمانيا أنتونوف       |
| 4     | السويد          | وسط    | كيم شلستروم           |
| 5     | فرنسا           | مدافع  | ألكسندر بارت          |
| 6     | كوسوفو          | مدافع  | ألبان بنيشي           |
| 7     | آيسلندا         | وسط    | رونار مار سيجوريونسون |
| 8     | كرواتيا         | وسط    | ماركو باشيتش          |
| 10    | الدنمارك        | وسط    | لوكاس أندرسن          |
| 11    | كوسوفو          | وسط    | مرجيم براهيمي         |
| 14    | سويسرا          | مدافع  | نوما لافانشي          |
| 15    | البوسنة والهرسك | وسط    | سمير موسيتش           |
| 18    | سويسرا          | حارس   | يويل مال              |

| الرقم | البلد                       | المركز | اللاعب           |
| ----- | --------------------------- | ------ | ---------------- |
| 19    | سويسرا                      | مهاجم  | هاريس تاباكوفيتش |
| 20    | سويسرا                      | مهاجم  | ريدج مونسي       |
| 21    | البرازيل                    | وسط    | كايو             |
| 23    | بيرو                        | مدافع  | جين بيير رينر    |
| 24    | سويسرا                      | مدافع  | يان بامرت        |
| 25    | العراق                      | مهاجم  | شيركو كريم       |
| 26    | سويسرا                      | مهاجم  | فلوريان كامبيري  |
| 27    | جمهورية الكونغو الديمقراطية | حارس   | ماتيو ماتيتش     |
| 29    | سويسرا                      | مدافع  | ليفنت غولن       |
| 31    | سويسرا                      | وسط    | هارون البسوي     |
| 33    | سويسرا                      | مدافع  | بنيامين لوتي     |
| 35    | مقدونيا الشمالية            | وسط    | نيكولا چورچيف    |

### اللاعبون المعارون
ملاحظة: تشير الأعلام إلى المنتخب الوطني على النحو المحدد في قواعد الأهلية للفيفا. قد يحمل اللاعبون أكثر من جنسية واحدة غير تابعة للفيفا.
| الرقم | البلد  | المركز | اللاعب                                |
| ----- | ------ | ------ | ------------------------------------- |
|       | سويسرا | مدافع  | نوح لوسلي (إلى نادي فولن)             |
|       | سويسرا | وسط    | مانويل كوبلي (إلى نادي رابرسفيل جونا) |

تنتهي إعارة مانويل كوبلي في 31 ديسمبر 2016 , وتنتهي إعارة نوح لوسلي في 30 يونيو 2017.